# The Decoy (film 1915 Reliance)
The Decoy è un cortometraggio muto del 1915. Il nome del regista non viene riportato.

## Produzione
Il film fu prodotto dalla Reliance Film Company.

## Distribuzione
Distribuito dalla Mutual Film, uscì nelle sale cinematografiche USA il 26 dicembre 1915.